# Señorío de Algarinejo
El Señorío de Algarinejo fue un título nobiliario y territorio bajo su jurisdicción, otorgado en 1614 por Felipe III a Mateo de Lisón y Biedma. El 11 de marzo de 1614 por Real Cédula queda reflejada la venta del señorío por 3200 ducados con la jurisdicción civil y criminal de su cortijo y heredamiento.
Según la escritura de asiento el cortijo de Algarinejo por estas fechas estaba formado por una cortijada, que pertenecía al término de la ciudad de Loja, con una población de unos 117 vecinos (585 habitantes). En la actualidad este territorio corresponde a la localidad y término granadino de Algarinejo, ubicada en el Poniente Granadino.
El origen de este señorío data de finales del siglo XVI, cuando Francisco de Lisón y Saorín compró en 1599 el cortijo de Algarinejo y algunas tierras aledañas y forzó la creación del consejo de Algarinejo, separando su jurisdicción de la ciudad de Loja.
En 1689 el señorío fue elevado a la dignidad de marquesado por Carlos II a favor de Juan Fernández de Córdoba y Lisón. Por estas fechas la población había crecido hasta los 387 vecinos (1.935 habitantes) y aumentado la adquisición de terrenos por parte del señorío.

## Señores de Algarinejo
- Francisco de Lisón y Saorín, hijo de Gonzalo de Lisón y Fajardo y de María de Verastegui y Bedmar,[1] I Señor de la Villa de Algarinejo;[2] Casado con doña Luisa Biedma León. Le sucede su hijo:[3][4]
- Mateo de Lisón y Biedma (1580 - 1641),[5] II Señor de la Villa de Algarinejo,[6] IX Señor de la Casa de Lisón, veinticuatro de Granada, y su procurador a Cortes en 1621, Regidor Perpetuo de Loja y Motril, casado con:

1. doña María de Contreras Gutiérrez de Contreras. Con quien tuvo a: Mariana de Lisón Contreras, quien se casaría con Luis Gabriel Fernández de Córdoba Bustamante y tendrán a Juan Antonio Fernández de Córdoba Lisón Contreras, que pasará a ser, tras la muerte de su tío Jesús Manuel, IV señor de Algarinejo y, desde 1689, I marqués de Algarinejo.
2. doña Baltasara de Valenzuela. Con quien tuvo a: Francisca Manuela, casada con Francisco Díaz de Morales.
3. doña Catalina de Carvajal de la Cueva. Con quien tuvo a: Jesús Manuel de Lisón Carvajal, que heredará el señorío y pasará a ser III señor de Algarinejo.

- Jesús Manuel de Lisón y Carvajal, regidor perpetuo de Loja, caballero de la Orden de Santiago, III señor de Algarinejo. Sin sucesión.
- Juan Antonio Fernández de Córdoba y Lisón (Rute, 1625 - Granada, 1704), regidor perpetuo de Motril y Loja, caballero de la Orden de Santiago y familiar del Santo Oficio de la Inquisición de Toledo y Granada. Desde 1680,[7] era IV señor de Algarinejo al suceder a su tío, Jesús Manuel de Lisón Carvajal. IV señor de Algarinejo y I marqués de Algarinejo, Vizconde de Cuba.;[8] Casado en 1649 doña Francisca Coronel Benavides Salcedo, hija de García Coronel Salcedo.
- Luis Fernández de Córdoba Coronel y Benavides (1651-1716), gentilhombre de la cámara de Felipe V, V señor del Algarinejo y II marqués del Algarinejo;[9] Casado con Leonor María de Morales y Fernández de Córdoba, quien traerá a los Algarinejo, la Casa y Señorío de Zuheros.[10]
- Juan Andrés Fernández de Córdoba Morales, VI señor del Algarinejo, señor de Zuheros, III marqués del Algarinejo; casado con Ana Dorotea Ordóñez de Villaquirán, hija de Cristóbal Ordóñez Portocarrero y de Luisa Teresa López de Chaves, VI marquesa de Cardeñosa.[11]
- Cristóbal Rafael Fernández de Córdoba Ordóñez, VII señor del Algarinejo, Señor de Zuheros, de Sobradillo, Asmesnal, Villavieja, Martihernando, Palomar, Espino Arcillo, Lagunarrubia, Pedraza de Yeltes y otros, IV marqués del Algarinejo; Casado con María Vicenta Egas-Venegas,[12] marquesa de Valenzuela y condesa de Luque.
- Francisco de Paula Fernández de Córdoba Egas Venegas, VIII señor del Algarinejo, V marqués del Algarinejo, VI conde de Luque, junto con 108 mayorazgos más y una de las fortunas más grandes de España a mediados del siglo XVIII.;[10] Casado con Leonor Pérez de Barradas y Fernández de Henestrosa,[13] hija de Antonio Lope Pérez de Barradas, III Marqués de Cortes de Graena, y de Inés Fernández de Henestrosa.
- Cristóbal Fernández de Córdoba y Pérez de Barradas (Guadix, 1761 - 1833), VII conde de Luque, marqués de Cardeñosa, Marqués de Valenzuela,  IX señor del Algarinejo, VI marqués del Algarinejo. Casado con María del Carmen Rojas y Narváez.
- Cristóbal Rafael Fernández de Córdoba y Rojas (Granada, 1804 - Sevilla, 1873), VIII conde de Luque, marqués de Valenzuela, marqués de Cardeñosa, VII marqués de Algarinejo, XVIII señor de Zuheros, X señor del Algarinejo y último.[14][15]